# Pleśna (Poméranie-Occidentale)
Pour les articles homonymes, voir Pleśna.
Pleśna est une localité polonaise de la gmina rurale de Będzino, située dans le powiat de Koszalin en voïvodie de Poméranie-Occidentale. Elle se situe à environ 13 km à l'ouest de la ville de Koszalin et 128 km au nord-est de la capitale régionale Szczecin.
Des bunkers de la Seconde Guerre mondiale sont préservés dans la localité.

## Géographie
Le village se trouve à 400 mètres de la mer Baltique.

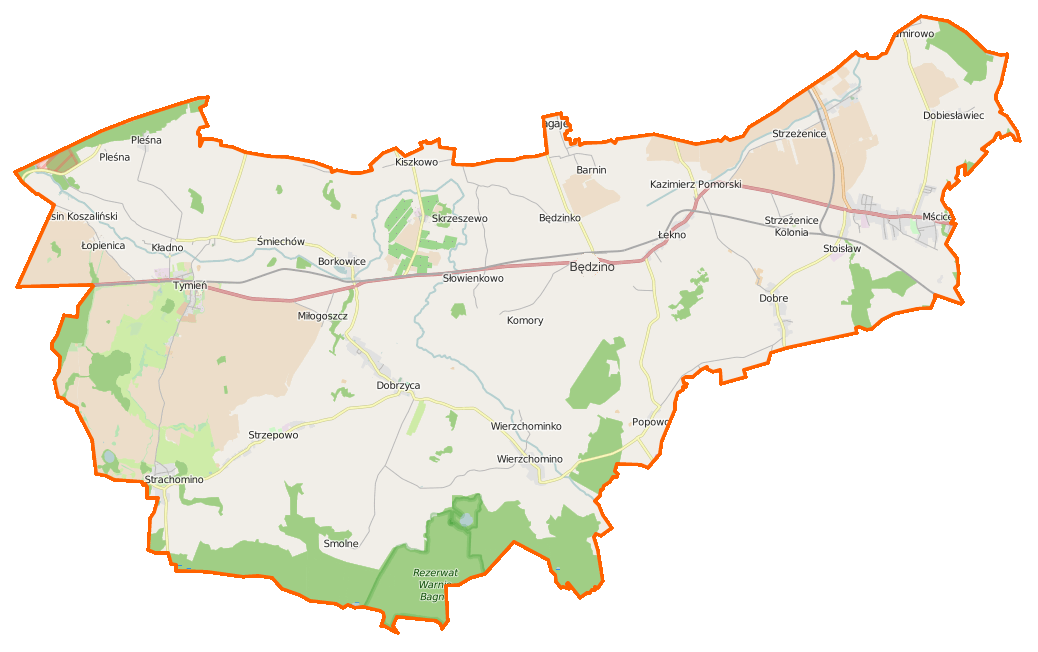
Carte de la gmina de Będzino.